# FC Basèclois
FC Basèclois was een Belgische voetbalclub uit Basècles. De club was aangesloten bij de KBVB met stamnummer 7450. De club speelde in de provinciale reeksen, maar ging in 2002 op in een fusie. De damesploeg van de club speelde meerdere seizoenen in de nationale reeksen van het damesvoetbal.

## Geschiedenis
De club sloot zich rond 1970 aan bij de Belgische Voetbalbond en ging er in de provinciale reeksen van start. Basècles bleef daar de volgende decennia spelen.
Binnen de club werd later ook een damesafdeling opgestart. Begin jaren 90 bereikte het eerste dameselftal de nationale Tweede Klasse en eindigde er in de tweede helft van de jaren 90 enkele jaren in de subtop.
In 2002 besloot men samen te gaan met SC Quevaucamps, een provincialer uit Quevaucamps, net als Basècles een deelgemeente van Belœil. Die club was bij de KBVB aangesloten met stamnummer 4395 en op dat moment actief in de Henegouwse Tweede Provinciale. Basèclois speelde op dat moment in Derde Provinciale. De fusieclub werd RUS Belœil genoemd en speelde verder met stamnummer 4395 van Quevaucamps. Stamnummer 7450 werd definitief geschrapt.